# Bright Gyamfi
Bright Gyamfi (Accra, 20 gennaio 1996) è un calciatore ghanese, difensore svincolato.

## Caratteristiche tecniche
Gioca principalmente come terzino destro, ma può agire anche come centrocampista di fascia sulla corsia laterale destra, essendo dotato di una buona capacità di corsa e di una buona resistenza fisica.

## Carriera

### Club

#### Gli inizi
Cresciuto nel settore giovanile dell'Inter, con cui ha vinto il Torneo di Viareggio del 2015 dove segna anche nella finale e la Coppa Italia Primavera del 2016, nel corso della stagione entra in prima squadra venendo convocato dal mister Roberto Mancini il 3 marzo in occasione della semifinale di andata della Coppa Italia contro la Juventus vinta per 3-0, e delle sfide di campionato contro Frosinone e Sassuolo non scendendo mai in campo. 

#### Benevento
Il 15 luglio 2016 viene ceduto in prestito con diritto di riscatto al Benevento. Dopo aver conquistato la prima storica promozione in Serie A con il club sannita a seguito dei playoffs giocati contro il Carpi, il 21 giugno 2017 viene acquistato a titolo definitivo dalla squadra campana. Gyamfi debutta in Serie A proprio con il Benevento il 22 ottobre dello stesso anno nella sconfitta per 1-0 contro l'Hellas Verona, subentrando all'inizio della ripresa al posto di Vittorio Parigini.

#### Reggiana e ritorno al Benevento
Il 14 agosto 2020 passa alla Reggiana, neopromossa in Serie B, con cui firma un biennale. Con la retrocessione della Reggiana in Serie C, grazie ad un’apposita clausola inserita al momento della sottoscrizione nel contratto, Gyamfi risolve automaticamente il proprio contratto con la società emiliana.
Rimasto svincolato, il 19 gennaio 2022 fa il suo ritorno al Benevento.

#### Potenza, Cosenza e Messina
Dopo soli 6 mesi lascia il Benevento e il 22 luglio 2022 passa a titolo gratuito al Potenza. Con i lucani rimane 18 mesi, durante i quali raccoglie 46 presenze ed 1 rete.
Il 18 gennaio 2024, viene acquistato a titolo definitivo dal Cosenza, in Serie B.
Nel 2024-2025 viene messo fuori rosa, per poi venire ceduto a titolo definitivo al Messina.

## Statistiche

### Presenze e reti nei club
Statistiche aggiornate al 17 maggio 2025.
| Stagione         | Squadra          | Campionato       | Campionato | Campionato | Coppe nazionali | Coppe nazionali | Coppe nazionali | Coppe continentali | Coppe continentali | Coppe continentali | Altre coppe | Altre coppe | Altre coppe | Totale | Totale |
| Stagione         | Squadra          | Comp             | Pres       | Reti       | Comp            | Pres            | Reti            | Comp               | Pres               | Reti               | Comp        | Pres        | Reti        | Pres   | Reti   |
| ---------------- | ---------------- | ---------------- | ---------- | ---------- | --------------- | --------------- | --------------- | ------------------ | ------------------ | ------------------ | ----------- | ----------- | ----------- | ------ | ------ |
| 2015-2016        | Inter            | A                | 0          | 0          | CI              | 0               | 0               | -                  | -                  | -                  | -           | -           | -           | 0      | 0      |
| 2016-2017        | Benevento        | B                | 20+3       | 0          | CI              | 0               | 0               | -                  | -                  | -                  | -           | -           | -           | 23     | 0      |
| 2017-2018        | Benevento        | A                | 9          | 0          | CI              | 0               | 0               | -                  | -                  | -                  | -           | -           | -           | 9      | 0      |
| 2018-2019        | Benevento        | B                | 9          | 0          | CI              | 1               | 0               | -                  | -                  | -                  | -           | -           | -           | 10     | 0      |
| 2019-2020        | Benevento        | B                | 4          | 0          | CI              | 0               | 0               | -                  | -                  | -                  | -           | -           | -           | 4      | 0      |
| 2020-2021        | Reggiana         | B                | 25         | 0          | CI              | 1               | 0               | -                  | -                  | -                  | -           | -           | -           | 26     | 0      |
| gen.-giu. 2022   | Benevento        | B                | 4          | 0          | -               | -               | -               | -                  | -                  | -                  | -           | -           | -           | 4      | 0      |
| Totale Benevento | Totale Benevento | Totale Benevento | 46+3       | 0          |                 | 1               | 0               |                    | -                  | -                  |             | -           | -           | 50     | 0      |
| 2022-2023        | Potenza          | C                | 28+2       | 1          | CI-C            | 0               | 0               | -                  | -                  | -                  | -           | -           | -           | 30     | 1      |
| set.-gen. 2024   | Potenza          | C                | 16         | 0          | CI-C            | 0               | 0               | -                  | -                  | -                  | -           | -           | -           | 16     | 0      |
| Totale Potenza   | Totale Potenza   | Totale Potenza   | 44+2       | 1          |                 | 0               | 0               |                    | -                  | -                  |             | -           | -           | 46     | 1      |
| gen.-giu. 2024   | Cosenza          | B                | 11         | 0          | CI              | -               | -               | -                  | -                  | -                  | -           | -           | -           | 11     | 0      |
| 2024-gen. 2025   | Cosenza          | B                | 0          | 0          | CI              | -               | -               | -                  | -                  | -                  | -           | -           | -           | 0      | 0      |
| Totale Cosenza   | Totale Cosenza   | Totale Cosenza   | 11         | 0          |                 | 0               | 0               |                    | -                  | -                  |             | -           | -           | 11     | 0      |
| gen.-giu. 2025   | Messina          | C                | 13         | 1          | CI-C            | 0               | 0               | -                  | -                  | -                  | -           | -           | -           | 13     | 1      |
| Totale Carriera  | Totale Carriera  | Totale Carriera  | 144        | 2          |                 | 2               | 0               |                    | -                  | -                  |             | -           | -           | 146    | 2      |

## Palmarès

### Club

#### Competizioni nazionali
- Campionato italiano di Serie B: 1

Benevento: 2019-2020

#### Competizioni giovanili
- Torneo di Viareggio: 1

Inter: 2015
- Coppa Italia Primavera: 1

Inter: 2015-2016